# Ranunculus acriformis
Ranunculus acriformis är en ranunkelväxtart som beskrevs av Asa Gray. Ranunculus acriformis ingår i släktet ranunkler, och familjen ranunkelväxter. Utöver nominatformen finns också underarten R. a. montanensis.